# Fillit

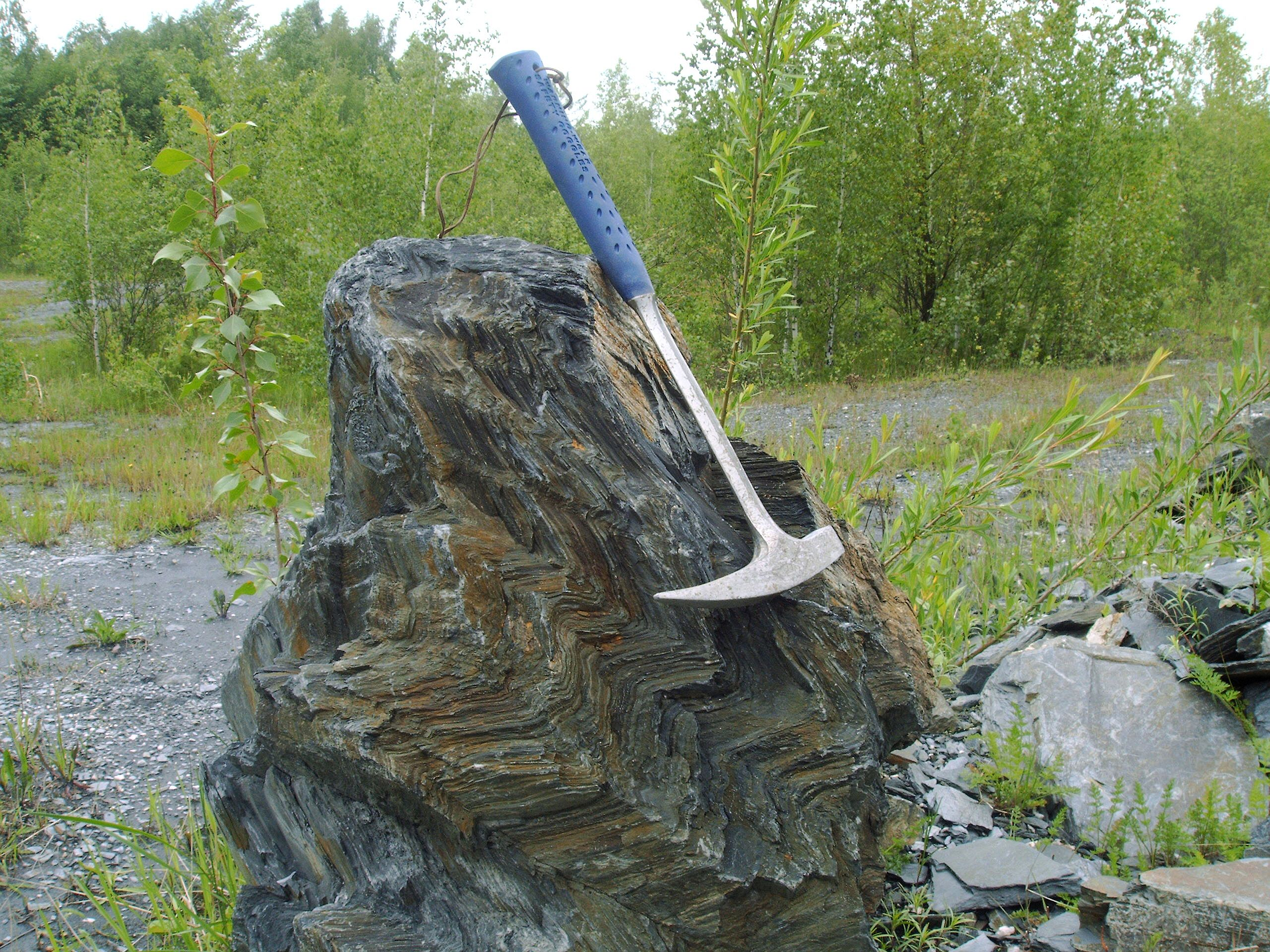
Fillit-tömb

A fillit finom (-közepes) szemcseméretű (az egyes szemcsék szabadszemmel nem, de lupéval megkülönböztethetőek), kis metamorf fokon (regionális epimetamorfózis) képződött, metamorf kőzet, amely a párhuzamosan elrendeződött filloszilikátok következtében a teljes kőzeten átható tökéletes palásságot mutat. A foliációs felület általában selymesen csillogó fényű.
Leggyakoribb ásványai: muszkovit (szericit), albit, klorit, kvarc.
Agyagos, márgás üledékből átalakult, szürkés színű kristályos pala. Kiinduló kőzete a slír. Mésztartalmú slírekből mészfillitek, kevés meszet tartalmazókból kvarcfillitek lesznek. Mérettartomány szerint az agyagtól a durvaszemű homokig terjed.

## Magyarországi előfordulás
Kőszegi-hegység: Velemi grafitfillit, Velemi szericitfillit, Velemi mészfillit.

## Rokon kőzettípusok
zsindelypala, kristályos pala, leukofillit